# Broughty Ferry

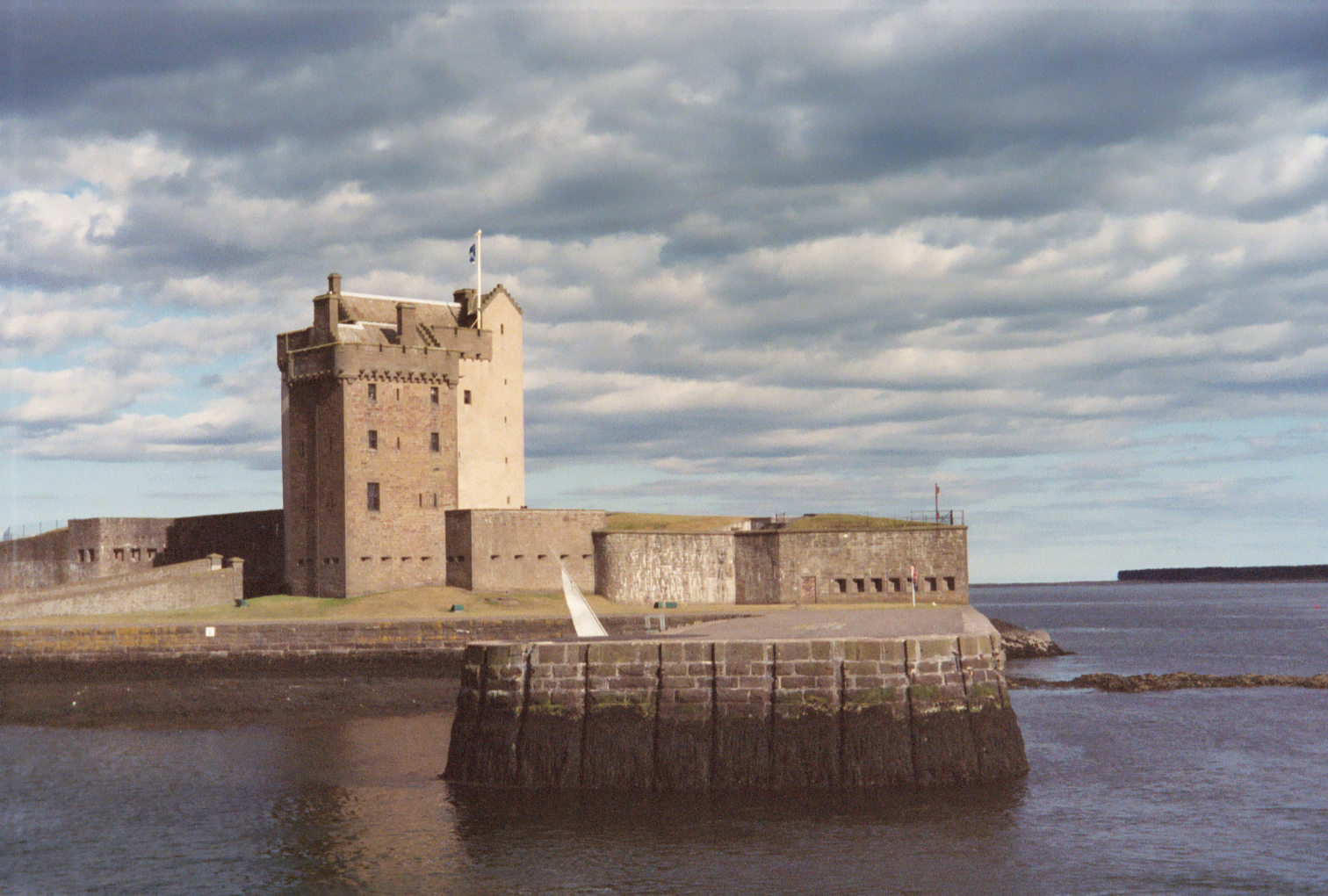
Il Broughty Castle

Broughty Ferry (in gaelico scozzese:  Bruach Tatha; in Scots: Brochty o Brochtie), conosciuta colloquialmente come "The Ferry", è una località di circa 13.000 abitanti della costa sud-orientale della Scozia, affacciata sul Firth of Tay, il firth sul Mare del Nord su cui si getta il fiume Tay. Soprannominata la "Brighton del Nord" o "Il gioiello della corona di Dundee", un tempo era un royal burgh, mentre ora è considerata un sobborgo della città di Dundee.

## Geografia fisica

### Collocazione
Broughty Ferry si trova lungo la sponda settentrionale del Firth of Tay, a circa metà strada tra Dundee e Carnoustie (rispettivamente ad est della prima e ad ovest della seconda). Da Dundee dista circa 4 miglia.

## Storia
Nel 1454 il quarto conte di Angus concesse il diritto di costruire in loco un castello.
Negli anni ottanta del XVII secolo, la località era costituita soltanto da pochi capanni di pescatori.
Nel 1801, però, un proprietario terriero locale, Charles Hunter, presentò il progetto per la costruzione di una nuova città, che sarebbe stata chiamata "North Ferry". La città iniziò così a svilupparsi a partire dal 1825.
Nell'estate del 1912, Broughty Ferry conobbe un "boom" a livello di presenze di turisti, che ammontarono a 5.702 persone.

## Monumenti e luoghi d'interesse

### Broughty Castle
Tra gli edifici principali di Broughty Ferry, figura il Broughty Castle, un castello risalente al XV secolo.

### Claypotts Castle
Nei dintorni di Broughty Ferry, si trova inoltre il Claypotts Castle, un castello eretto tra il 1569 e il 1588.